# 松川純子
松川 純子（まつかわ じゅんこ、1943年3月20日 - 2017年5月5日）は、東京市（現：東京都）出身の女優。本名：同じ。旧芸名は立川 さゆり、ナタリー春川。身長155cm（1962年4月）。
中学高校を通じて演劇部で活躍。NETテレビ（現・テレビ朝日）のオーディション番組『あなたをスターに』が縁で東映入りし、昭和36年（1961年）に東映ニューフェイス9期としてデビュー。東映京都撮影所製作の時代劇でお姫さま役など多数出演し、星輝美、北原しげみらと共に若い世代の「東映城のお姫さま」と呼ばれた。

## 出演作品

### 映画
- 若さま侍捕物帖 黒い椿（1961年） - あんこ
- 柳生一番勝負 無頼の谷（1961年） - おちよ
- 反逆児（1961年） - くれは
- 旗本退屈男 謎の珊瑚屋敷（1962年） - お咲
- お姫様と髭大名（1962年） - お咲
- 天草四郎時貞（1962年） - お菊
- 花と野盗の群れ（1962年） - おりん
- 橋蔵のやくざ判官（1962年） - おみよ
- 稲妻峠の決斗（1962年） - 千草
- 唄祭り赤城山（1962年） - 千鳥
- 薩陀峠の対決（1962年） - お蘭
- いれずみ半太郎（1963年） - お糸
- 忍者秘帖 梟の城（1963年） - あゆら
- 狐雁一刀流（1963年） - のぶ
- 若様やくざ 江戸っ子天狗（1963年） - お六
- 次郎長三国志（1963年） - おもと
- 無法の宿場（1963年） - 刀根
- 紫右京之介 逆一文字斬り（1964年） - ゆう
- 幕末残酷物語（1964年） - お梅

### テレビドラマ
NTV
- 太陽にほえろ! 第187話「愛」（1976年） - 鈴木知子
- 赤帽かあちゃん（1977年） - いち ※レギュラー

TBS
- アジアの曙（1964年）※レギュラー
- 記念樹 第2・25話（1964年）
- 新吾十番勝負（1966年）- 千代
- 風（1968年）
  - 第17話「いのち果てるとも」
  - 第35話「金塊消失」
- 七人の刑事 第342話「錯乱」（1968年）
- 怪奇大作戦 第23話「呪いの壺」（1969年） - 市井信子
- 黒い編笠 第25話「海鳴り太鼓」（1969年）
- ザ・ガードマン 第271話「怪談・雨の幽霊病院」（1970年）
- 時間ですよ 第9話（1970年）
- 千葉周作 剣道まっしぐら 第37話「墓場なき幽霊」（1971年）- 遊女

CX
- 眠狂四郎 第14話「悪魔祭」（1967年）
- 結婚しません 第2話「紫におう」（1967年）
- 三匹の侍 第5シリーズ 第9話「鶴之助参る」（1967年）
- 大奥 第45話「第三の正室」・第46話「疑惑の局」（1969年）
- 徳川おんな絵巻 第49話「悪魔の城」・第50話「霧の夜の恐怖」（1971年） - 深雪
- ライオン奥様劇場　続・大奥の女たち　(1972年)    - 御台所省子
- 銭形平次 (大川橋蔵) 第421話「蛤河岸に雨あがる」（1974年） - お峯
- 同心部屋御用帳 江戸の旋風（第3シリーズ） 第6話「牢入り志願」（1977年）

NET
- 忍びの者（1964年） - すず
- 特別機動捜査隊
  - 第184話「醜聞」（1965年）
  - 第276話「冷たい草原」（1967年）
  - 第308話「流転の旅路」（1967年）
  - 第346話「若者の橋」（1968年）
  - 第362話「車椅子」（1968年）
  - 第387話「神への道」（1969年）
  - 第422話「上流階級」（1969年） - 順子
  - 第428話「古都」（1970年）
  - 第439話「同姓同名」（1970年） - 由美子
  - 第444話「愛の巡礼」（1970年） - 道子
  - 第450話「続・全員救出せよ」（1970年） - 絹江
  - 第467話「花火と女」（1970年） - 竜子
  - 第470話「苦い十五年」（1970年） - 由紀子
- 野次馬がいく 第15話「吼えろ!男」（1968年）
- 刑事さん 第2シリーズ 第6話「逃亡者」（1968年）
- 花のながれ（1968年）
- 帰って来た用心棒 第17話「川の流れに」（1968年）
- 河童の三平 妖怪大作戦 第13話「山うばの呪い」（1968年） - 山うば
- 用心棒シリーズ 俺は用心棒（1969年）
  - 第1話「竜神の明り」
  - 第15話「夕顔の咲く宿」
- 旅がらすくれないお仙  第20話「それが、困るのよ」（1969年）
- 緋剣流れ星お蘭 第22話「悪党で一杯よ!」（1970年）
- 燃えよ剣 第8話「月明無名小路」（1970年） - およう
- 荒野の用心棒 第15話「賞金首に群狼が吠えて…」（1973年）
- 華麗なる一族（1974年 - 1975年） - 高須幸江
- 必殺仕置屋稼業 第13話「一筆啓上 過去が見えた」（1975年、ABC / 松竹） - おふく
- 破れ傘刀舟悪人狩り 第53話「真夜中の狂刃」（1975年）
- ザ・カゲスター 第14話「カマキラーの人形作戦!」（1976年） - マサオとミドリの母
- 破れ奉行 第4話「熱風! 黄金地獄館」（1977年）
- 特捜最前線 第8話「愛と復讐の銃弾」（1977年）
- 達磨大助事件帳 第12話「からくり花泥棒」（1978年）
- 若さま侍捕物帳 第5話「参上!! 地獄花」（1978年） - 清松尼

MBS
- 変身忍者 嵐 第6話「怪奇！死人ふくろう!!」（1972年） - 美代

12ch
- 大江戸捜査網
  - 第2シリーズ 第30話「凧に恋風江戸の空」（1972年）
  - 第3シリーズ
    - 第98話「情無用の大盗賊」（1975年）
    - 第124話「芸者殺しの罠」（1976年）
    - 第143話「血塗られた兄弟の契り」（1976年）
    - 第145話「謎の土蔵破り」（1976年）
    - 第154話「逆転父と娘の絆」（1976年）
    - 第174話「影なき殺人者の謎」（1977年）